# Chiesa di San Lorenzo Martire (Fiumicello Villa Vicentina)
La chiesa di San Lorenzo Martire è la parrocchiale di San Lorenzo, frazione del comune sparso di Fiumicello Villa Vicentina, in provincia di Udine ed arcidiocesi di Gorizia; fa parte del decanato di Aquileia.

## Storia
La primitiva cappella del paese sorse nel XIV secolo e dipendeva dal monastero di Beligna; tuttavia, la prima attestazione della sua presenza risale al 1485 ed è contenuta nell'atto di nomina a rettore di pre' Luca da Parenzo.
Da un documento del capitolo datato 21 febbraio 1494 si apprende che in paese era stata effettuata una petizione col fine di riedificare la chiesa, probabilmente perché essa era accresciuta di importanza dopo la soppressione dell'antica pieve di San Canciano alla quale era in precedenza legata; i lavori terminarono presumibilmente all'inizio del XVI secolo.
Nel 1645 iniziarono i lavori di rifacimento della parrocchiale, promossi da don Pietro Andriani; il rinnovamento della chiesa venne portato a termine nel 1649. Il campanile fu invece eretto alcuni decenni dopo, nel 1710, ad opera dei capimastri Giovanni Feroce ed Antonio Ciotti.
Il pulpito venne realizzato nel 1923 per volere di don Adamo Zanetti e nello stesso anno si procedette alla risistemazione del tetto; tra il 1935 e il 1940 l'intera chiesa fu restaurata e riportata all'aspetto originale seicentesco grazie all'interessamento di don Enrico Marcon, mentre su impulso di Angelo Magrini tra il 1942 e il 1945 il presbiterio venne rifatto e si posò il nuovo pavimento.
Nel 2003 il campanile fu restaurato integralmente e l'anno successivo si provvide a ritinteggiare la chiesa.

## Descrizione

### Esterno
La facciata a salienti della chiesa, completamente intonacata, presenta al centro il portale maggiore; è preceduta dal campanile, sorretto da delle arcate a tutto sesto che si impostano sopra dei pilastri in pietra, caratterizzato all'altezza della cella da una bifora per ogni lato e coronato dalla guglia che s'erge sopra il tamburo ottagonale.

### Interno
Qui sono conservate diverse opere di pregio, tra cui il marmoreo altare maggiore, costruito nel 1719, il dipinto con soggetto San Lorenzo che distribuisce l’elemosina, copia dell'omonima opera di Bernardo Strozzi, il gruppo ritraente la Grande tristezza delle Marie per la morte di Gesù, scolpito da Carlo da Carona nel 1547, e le seicentesche statue lignee raffiguranti la Madonna col Bambino e San Martino a cavallo.